# СМС Зрињи
СМС Зрињи (SMS Zrinyi) био је аустроугарски бојни брод класе Радецки класификован као преддреднот. Добио је име по Зринскима, мађарској племићкој фамилији, хрватског порекла. Поринут је у Трсту 1910. године, а изрезан у Италији 1921. године.

## Историја
Током Првог светског рата, Зрињи је служио у другој дивизији бојних бродова аустроугарске морнарице и учествовао је у бомбардовању италијанске луке Анкона 24. маја 1915.
Након пада Аустроугарске 1918, Аустријанци су предали сву своју флоту новој Држави СХС (касније Краљевини СХС). Како Италија започиње са освајањем далматинске обале, посада бојних бродова Зрињи и Радецки беже са својим бродовима из Пуле у Сплит. Због притисака Антанте, тадашњи капетан корвете Маријан Полић предаје брод морнарици САД у Сплиту 22. новембра 1919. Тако брод добива име УСС Зрињи под командом поручника Е. Е. Хазлета. Америчка посада тада броји четири официра и 174 морнара. Брод остаје усидрен у Сплиту једну годину у ишчекивању своје судбине. 7. новембра 1920. брод је отписан и према Версајским и Сен-Жерменским уговорима предан је Италији где је касније изрезан (1921).